# Ėl'vira Ozolina
Ėl'vira Anatol'evna Ozolina (in russo Эльвира Анатольевна Озолина?; lettone Elvīra Ozoliņa; Leningrado, 8 ottobre 1939) è un'ex giavellottista sovietica.
Medaglia d'oro ai Giochi olimpici del 1960, è vedova del giavellottista Jānis Lūsis e madre di Voldemārs Lūsis.

## Palmarès
| Anno | Manifestazione | Sede         | Evento                 | Risultato | Misura  | Note                     |
| ---- | -------------- | ------------ | ---------------------- | --------- | ------- | ------------------------ |
| 1959 | Universiadi    | Torino       | Lancio del giavellotto | Oro       | 49,95 m | Record delle Universiadi |
| 1960 | Olimpiadi      | Roma         | Lancio del giavellotto | Oro       | 55,98 m | Record olimpico          |
| 1962 | Europei        | Belgrado     | Lancio del giavellotto | Oro       | 54,93 m |                          |
| 1963 | Universiadi    | Porto Alegre | Lancio del giavellotto | Argento   | 47,00 m |                          |
| 1964 | Olimpiadi      | Tokyo        | Lancio del giavellotto | 5ª        | 54,81 m |                          |
| 1966 | Europei        | Budapest     | Lancio del giavellotto | 5ª        | 55,52 m |                          |